# Протилежне число
Протилежне число —   це число, додавання якого до a дає нуль. Число протилежне до F записується як -F.
Наприклад, протилежне до 7 це −7, бо 7 + (−7) = 0, а до -0.3 це 0.3, бо -0.3 + 0.3 = 0.
Протилежне число визначається як обернений елемент для двомісної операції додавання. Його можна обчислити через множення на −1; тобто, −n = −1 × n
Цілі, раціональні, дійсні і комплексні числа мають протилежні, бо містять як від'ємні так і додатні числа. З іншого боку натуральні числа, кардинальні числа і порядкові числа не мають протилежних у своїх відповідних множинах. Отже, наприклад, ми можемо сказати, що натуральні числа мають протилежні, які не є натуральними числами, тобто множина натуральних чисел не замкнута відносно взяття протилежного числа.

## Загальне визначення
Знак '+' відведений для комутативного двомісного оператора, тобто такого, що x + y = y + x, для всіх x,y. Якщо така операція допускає нейтральний елемент o (такий, що x + o (= o + x) = x для всіх x), тоді цей елемент унікальний (o' = o' + o = o). Якщо тоді, для даного x, існує  x'  такий, що x + x' (= x' + x) = o, тоді  x'  називається протилежним числом до x.
Якщо '+' асоціативна ((x+y)+z = x+(y+z) для всіх x,y,z), тоді протилежне унікальне
( x" = x" + o = x" + (x + x') = (x" + x) + x' = o + x' = x' )
– y замість x + (–y). 
Наприклад, через те, що додавання дійсних чисел асоціативне, кожне дійсне число має єдине протилежне число.

## Протилежне число
Всі наступні приклад насправді абелеві групи:
- додавання функцій з дійсними значеннями: тут, протилежне число функції f це функція –f визначена як (– f)(x) = – f(x), для всіх x, така, що f + (–f) = o, нульова функція (o(x) = 0 для всіх x).
- більш загально, попереднє твердження вірне для всіх функцій із значеннями в абелевих групах (тоді 'нуль' тут значить нейтральний елемент цієї групи):
  - функції комплексних значень,
  - функції зі значеннями у векторному просторі (не обов'язково лінійному),
- послідовності, матриці також особливі типи функцій.
- У векторному просторі протилежний вектор отримується через множення на скаляр −1. В евклідовому просторі це обернення щодо початку координат.
- У модульній арифметиці, модульне протилежне до x також визначається: це число a таке, що a+x ≡ 0 (mod n). Таке протилежне число завжди існує. Наприклад, протилежне до 3 по модулю 11 це 8, бо 3+x ≡ 0 (mod 11).